# Fiona Brown
Pour les articles homonymes, voir Brown.
Fiona Alison Brown est une footballeuse internationale écossaise, née le 31 mars 1995, à Stirling au Royaume-Uni. Elle évolue au poste d'attaquant. En 2019, elle joue au FC Rosengård en Damallsvenskan. Elle participe à la Coupe du monde 2019 organisée en France.

## Carrière

### En sélection
Après avoir représenté l'Ecosse avec les U-16, U-17 et U-19, elle connaît sa première sélection le 8 février 2015 lors d'un match contre l'Irlande du Nord (victoire 5-0). Elle marque son premier en sélection le 25 octobre 2017 contre l'Albanie.

## Palmarès
- Glasgow City
  - Championne d'Écosse en 2014,2015 et 2016
  - Vainqueur de la Coupe d'Écosse féminine en 2014
  - Vainqueur de la Coupe de la Ligue écossaise en 2014 et 2015

- FC Rosengård
  - Vainqueur de la Coupe de Suède féminine de football en 2018